# 보츠와나 대통령
이 문서는 보츠와나의 국가 원수 목록이다. 보츠와나의 국가 원수인 보츠와나의 대통령은 보츠와나 국민의회에서 간접 선거로 선출된다. 임기는 5년이며, 3선이 금지되어 있다.

## 목록 (1966년~현재)
| 대수 | 그림 | 이름            | 선거                        | 임기            | 임기               | 정당                      |
| ---- | ---- | --------------- | --------------------------- | --------------- | ------------------ | ------------------------- |
| 1    |      | 세레체 카마     | 1965년 1969년 1974년 1979년 | 1966년 9월 30일 | 1980년 7월 13일[†] | 보츠와나 민주당           |
| 2    |      | 퀘트 마시레     | 1984년 1989년 1994년        | 1980년 7월 13일 | 1988년 3월 31일    | 보츠와나 민주당           |
| 3    |      | 페스투스 모가에 | 1999 2004                   | 1998년 4월 1일  | 2008년 4월 1일     | 보츠와나 민주당           |
| 4    |      | 이언 카마       | 2009 2014                   | 2008년 4월 1일  | 2018년 4월 1일     | 보츠와나 민주당           |
| 5    |      | 모크위치 마시시 | 2019                        | 2018년 4월 1일  | 2024년 11월 1일    | 보츠와나 민주당           |
| 6    |      | 두마 보코       | 2024                        | 2024년 11월 1일 |                    | 민주적 변화를 위한 우산당 |

| 재임 기간                          | 이름                               |
| ---------------------------------- | ---------------------------------- |
| 보츠와나 공화국                    |                                    |
| 1966년 10월 30일 ~ 1980년 7월 13일 | 세레체 카마 경, KBE, 대통령        |
| 1980년 7월 13일 ~ 1980년 7월 18일  | 퀘트 마시레 박사, 대통령 직무 대행 |
| 1980년 7월 18일 ~ 1991년           | 퀘트 마시레 박사, 대통령           |
| 1991년 ~ 1998년 3월 31일           | 퀘트 마시레 경, GCMG, 대통령       |
| 1998년 4월 1일 ~ 2008년 4월 1일    | 페스투스 모가에, 대통령            |
| 2008년 4월 1일 ~ 2018년 4월 1일    | 이안 카마, 대통령                  |
| 2018년 4월 1일 ~ 2024년 11월 1일   | 모퀘에치 마사시, 대통령            |
| 2024년 11월 1일 ~                  | 두마 보코, 대통령                  |

## 같이 보기
- 보츠와나의 정부 수반
- 보츠와나의 부통령